# Problemungdomar – en amerikansk mångmiljardindustri
Problemungdomar – en amerikansk mångmiljardindustri (originaltitel: The Program: Cons, Cults, and Kidnapping) är en amerikansk dokumentärserie vars första säsong hade premiär på Netflix den 5 mars 2024. Första säsongen består av tre avsnitt.

## Handling
Serien handlar om en kvinna som skickats till en uppfostringsskola för problemungdomar och som avslöjar en bransch präglad av korruption och misshandel.